# Tinis (grup humà)
Els tinis (en grec antic Θυνοί) eren un poble del sud-est de Tràcia entre els Agrians i les muntanyes que els separaven del Pont Euxí. En un període molt primerenc van emigrar cap a Àsia Menor i van ocupar el districte anomenat després Bitínia que inicialment es va dir Tínia, i més endavant, quan els tinis es van fusionar a un altre grup, es va dir Bitínia, i el poble bitinis.
Una part va restar a Europa i el rei odrisi Seutes va contractar els grecs que tornaven de l'Expedició dels deu mil segons diu Xenofont per veure si aconseguia sotmetre'ls, ja que anys enrere havien derrotat a Teres, ancestre de Seutes. Xenofont diu que eren guerrers ferotges i vivien per la guerra, i combatien especialment de nit. Xenofont va patir l'atac dels tinis durant la nit i va estar molt a prop de morir o ser derrotat quan els atacants van cremar la casa on tenia els seus quarters, però finalment van ser rebutjats i van fugir a les muntanyes i alguns van caure presoners. Finalment els tinis es van sotmetre a Seutes.
Xenofont era al país dels tinis a l'hivern, i diu que el seu clima era extremadament sever. La neu tenia molta alçada sobre la terra i la temperatura era tant baixa que a més de gelar-se l'aigua es gelava també el vi. Diu que molts grecs van patir congelació i van perdre el nas o les orelles.